# Судец, Татьяна Александровна
Татья́на Алекса́ндровна Суде́ц (в девичестве — Бура́нцева, в первом браке — Гру́шина; род. 22 августа 1947, Москва) — советская и российская телеведущая и диктор телевидения. Заслуженная артистка Российской Федерации (2000 год).

## Биография
Татьяна Судец родилась 22 августа 1947 года в Москве. Мать — Евгения Анатольевна, работала в отделе кадров и бухгалтерии вагоноремонтного завода им. В. Е. Войтовича. Отец работал там же в горячем цехе, позже служил в КГБ, дослужившись до звания капитана (умер в 1984 году), был младший брат (убит в 1984 году).
Окончила радиотехнический факультет Московского энергетического института. На телевидение пришла в октябре 1972 года. Работала в дикторском отделе Центрального телевидения, была ведущей программ «Время», «Голубой огонёк», «Умелые руки», «Больше хороших товаров», «Наш адрес — Советский Союз», «Песня года», «Москва и москвичи», «Игрушки», «Женские судьбы» (канал «Звезда»), «Спорт. Истории здоровья» (канал «Семёрка»). Но большинству телезрителей она прежде всего известна как тётя Таня, ведущая детской передачи «Спокойной ночи, малыши!», в которой она появлялась почти каждый вечер в течение почти 25 лет.
В годы перестройки ушла с Центрального телевидения, перешла на кабельное, вела различные концерты.
Руководила творческой мастерской в Гуманитарном институте телевидения и радиовещания им. М. А. Литовчина. В 2000 году получила звание «Заслуженная артистка Российской Федерации». По состоянию на 2012 год является президентом Межрегионального общественного фонда «Русская традиция», преподавателем в негосударственном образовательном учреждении «Первая национальная школа телевидения» при Московской академии государственного и муниципального управления и руководителем курса в Университете культуры.
В 1997 году приобрела участок площадью 8 соток близ города Звенигород (Московская область).
Водит автомобиль с 1982 года. 14 марта 2013 года мировым судьёй Замоскворецкого района города Москвы была лишена водительских прав на 20 месяцев в связи с отказом пройти медицинское освидетельствование после ДТП, совершённого в ночь с 31 декабря 2012 года на 1 января 2013 года.
Вела передачу «Грамотные истории» на канале «Радость моя». С 2014 года вела ток-шоу «Дело ваше» на Первом канале (совместно с Татьяной Васильевой и Тамарой Сёминой).

## Личная жизнь
На первом курсе института (в 18 лет) вышла замуж за сотрудника НИИ Анатолия Грушина (с 1965 по 1972 год), родила от него сына Андрея (убит грабителями в возрасте 24 лет в 1992 году), развод. Второй муж (с 1978 по 1985 год) — военный переводчик Владимир, сын маршала авиации Владимира Судца; дочь от него — Дарья, развод. Третий муж — полковник КГБ Михаил Мирошников (с 1988 по 1995 год), развод и смерть супруга. В декабре 2006 года родился внук Кирилл, в 2010 году — внучка Анна.

## Фильмография
- 1976 — От и до — главная роль (в титрах как Татьяна Грушина)
- 2008 — Обожжённые славой — камео (документальный)
- 2010 — Пожар (телевизионный)

## Награды
- Заслуженная артистка России (2000) — за заслуги в области искусства[6]